# Bipinnula montana
Bipinnula montana är en orkidéart som beskrevs av José Arechavaleta. Bipinnula montana ingår i släktet Bipinnula och familjen orkidéer. Inga underarter finns listade i Catalogue of Life.

## Bildgalleri

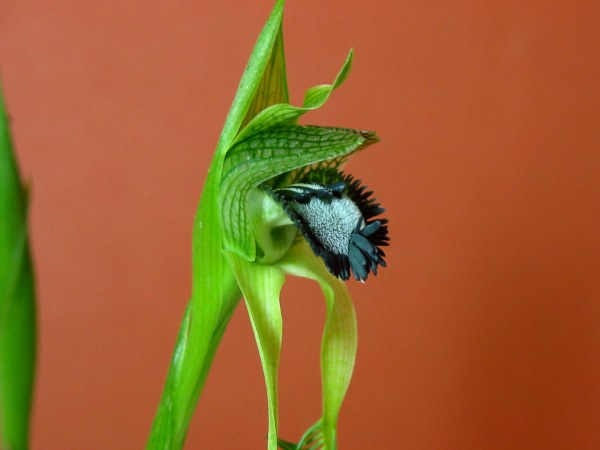
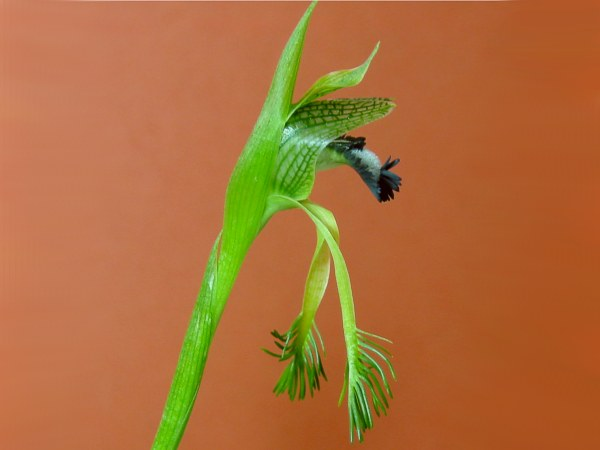
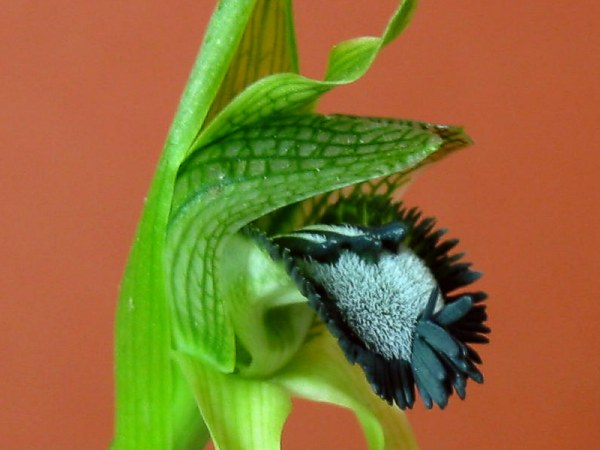
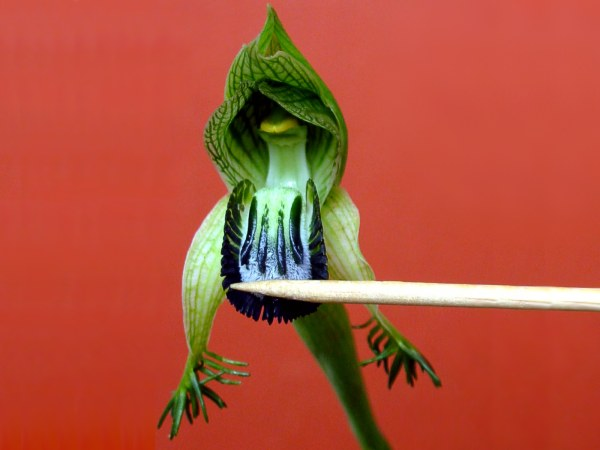